# Афонькін Олександр Миколайович
Олександр Миколайович Афонькін (нар. 24 грудня 1917 — пом. ?) — радянський футболіст та хокеїст, нападник.

## Життєпис
По ходу сезону 1939 року направлений в одеське «Динамо» центральною радою «Динамо» для посилення складу. Дебютний матч у класі «А» зіграв 22 липня 1939 року проти московського «Локомотива». Своїм першим голом за одеситів відзначився в Кубку СРСР 31 липня 1939 року в ворота московського «Харчовика», а в чемпіонаті країни — 6 вересня 1939 року у воротах московського «Торпедо». Усього в сезоні 1939 року зіграв 9 матчів і відзначився 2 голами у вищій лізі.
У роки Німецько-радянської війни виступав за команди сизранського та московського авіаучилище. Також у 1944 році грав у чемпіонаті Москви за «Спартак».
З 1945 року грав за ВПС. Перші два сезони провів у першій лізі, а в сезоні 1947 року виступав у вищій лізі, де зіграв 8 матчів і відзначився одним голом. В останніх сезонах своєї футбольної кар'єри грав тільки за дубль.
Також з середини 1940-х років грав в хокей із шайбою. У перших трьох сезонах чемпіонату СРСР (1946-1949) був основним гравцем команди ВПС. Зробив «дубль» у дебютному матчі команди, 22 грудня 1946 року проти ленінградського «Будинку Офіцерів» (7:3). Срібний призер чемпіонату СРСР 1948/49. Напередодні старту сезону 1949/50 років покинув команду, однак після того, як основний склад розбився в авіакатастрофі, повернувся до складу й виступав до кінця сезону.
У сезоні 1947/48 років зіграв один матч за «збірну Москви» з хокею (фактично під цією назвою виступала збірна СРСР).
Подальша доля невідома.